# Sabino de Hermópolis
Sabino de Hermópolis é um santo e mártir, cuja história não é clara. Foi martirizado em Hermópolis, sendo lançado ao rio.
Sabino foi administrador da cidade egípcia de Hermópolis. Pertencia a nobreza egípcia. Durante uma perseguição aos cristãos sob o imperador Diocleciano (284-305), São Sabino e alguns companheiros com ideias semelhantes esconderam-se numa aldeia remota. Seu esconderijo foi revelado por um certo mendigo ingrato que lhe trouxera comida. Sabino costumava alimentá-lo e ajudá-lo com dinheiro, mas o homem o traiu por duas moedas de ouro. Sabino foi capturado com outros seis cristãos e, após tortura, todos morreram afogados no Nilo em 287.